# Кам'янська сільська рада (Роздільнянський район)
Ка́м'янська сільська́ ра́да — колишня адміністративно-територіальна одиниця та орган місцевого самоврядування в Роздільнянському районі (поділ 1930-2020) Одеської області. Адміністративний центр — село Кам'янка. Дата ліквідації АТО — 17 липня 2020 року.

## Загальні відомості
- Територія ради: 69,188 км²
- Населення ради: 1 791 особа (станом на 2001 рік)

## Історія
Станом на 1 травня 1967 року до складу Кам'янської сільської ради входили: с. Кам'янка, с. Антонівка, с. Володимирівка, с. Матишівка, с. Новий Мир, с. Покровка, с. Тамарівка. На території сільради був колгосп імені Щербакова (господарський центр — Кам'янка).
Відповідно до розпорядження КМУ № 623-р від 27 травня 2020 року «Про затвердження перспективного плану формування територій громад Одеської області» Кам'янська сільська рада як АТО разом ще з 9 сільрадами і 1 міською радою району ввійшла до складу спроможної Роздільнянської міської громади.
Сільрада як ОМС реорганізована з 10 грудня 2020 року шляхом приєднання до Роздільнянської міської ради.

## Населені пункти
Сільській раді були підпорядковані населені пункти:
- с. Кам'янка
- с. Антонівка
- с. Володимирівка
- с. Матишівка
- с. Покровка

## Населення
Згідно з переписом УРСР 1989 року чисельність наявного населення села становила 1835 осіб, з яких 825 чоловіків та 1010 жінок.
За переписом населення України 2001 року в селі мешкало 1789 осіб.

### Мова
Розподіл населення за рідною мовою за даними перепису 2001 року:
| Мова       | Відсоток |
| ---------- | -------- |
| українська | 67,00 %  |
| російська  | 17,03 %  |
| молдовська | 15,30 %  |
| болгарська | 0,28 %   |
| гагаузька  | 0,11 %   |
| білоруська | 0,06 %   |
| вірменська | 0,06 %   |

## Склад ради
Рада складалася з 16 депутатів та голови.
- Голова ради:

### Керівний склад попередніх скликань
| Прізвище, ім'я, по батькові   | Основні відомості                                    | Дата обрання | Дата звільнення |
| ----------------------------- | ---------------------------------------------------- | ------------ | --------------- |
| Петровський Микола Вікторович | Сільський голова, 1976 року народження, безпартійний | 26.03.2006   | 31.10.2010      |

Примітка: таблиця складена за даними сайту Верховної Ради України

### Депутати
За результатами місцевих виборів 2010 року депутатами ради стали:

#### За суб'єктами висування
| Суб'єкт висування | Кількість обраних депутатів | %    |
| ----------------- | --------------------------- | ---- |
| Партія регіонів   | 7                           | 43,8 |
| Самовисування     | 7                           | 43,8 |
| Народна партія    | 2                           | 12,5 |

#### За округами
| № округу        | Прізвище, ім'я, по батькові      | Дата визнання обраним | Освіта  | Партійна приналежність | Відомості про обраного депутата                                                       |
| --------------- | -------------------------------- | --------------------- | ------- | ---------------------- | ------------------------------------------------------------------------------------- |
| Народна Партія  |                                  |                       |         |                        |                                                                                       |
| 5               | Заремба Григорій Олександрович   | 03.11.2010            | середня | член Народної партії   | Роздільнянське «Теплокомуненерго», оператор котельні                                  |
| 12              | Ковальчук Ганна Василівна        | 03.11.2010            | середня | член Народної партії   | СБК «Україна», завідувач ферми                                                        |
| Партія регіонів |                                  |                       |         |                        |                                                                                       |
| 1               | Діордієва Олена Іванівна         | 03.11.2010            | середня | член Партії регіонів   | загальноосвітня школа І-III ст. с. Кам'янка, вчитель                                  |
| 7               | Єфімов Геннадій Вікторович       | 03.11.2010            | вища    | член Партії регіонів   | загальноосвітня школа І-III ст. с. Кам'янка, вчитель                                  |
| 9               | Чернишова Олена Іванівна         | 03.11.2010            | середня | член Партії регіонів   | Роздільнянський територіальний центр соціального обслуговування, соціальний працівник |
| 13              | Макаренко Анатолій Володимирович | 03.11.2010            | середня | член Партії регіонів   | Одеська електромережа, охоронець                                                      |
| 14              | Баранович Любов Юхимівна         | 03.11.2010            | середня | член Партії регіонів   | Роздільнянський паливний склад, комірник                                              |
| 15              | Подолінський Олег Михайлович     | 03.11.2010            | вища    | член Партії регіонів   | Роздільнянська міжрайонна державна податкова інспекція, заступник начальника відділу  |
| 16              | Гетман Наталія Борисівна         | 03.04.2012            | середня | член Партії регіонів   | Готель «Чорне море», шеф-кухар                                                        |
| Самовисування   |                                  |                       |         |                        |                                                                                       |
| 2               | Філімоненко Олександр Васильович | 03.11.2010            | вища    | позапартійний          | Оборотньолокомотивне депо ст. Роздільна, начальник                                    |
| 3               | Ліщинський Станіслав Антонович   | 03.11.2010            | середня | позапартійний          | тимчасово не працює                                                                   |
| 4               | Алєксандров Анатолій Миколайович | 03.11.2010            | середня | позапартійний          | приватний підприємець                                                                 |
| 6               | Єрьоменко Іван Васильович        | 03.11.2010            | вища    | позапартійний          | ст. Застава 1, складач потягів                                                        |
| 8               | Тарасенко Жанна Василівна        | 03.11.2010            | середня | позапартійна           | Кам'янська сільська рада, секретар                                                    |
| 10              | Сутнєр Олена Дмитрівна           | 03.11.2010            | середня | позапартійна           | Кам'янський фельдшерсько-акушерський пункт, фельдшер-акушер                           |
| 11              | Кравчук Володимир Анатолійович   | 03.11.2010            | вища    | позапартійний          | СБК «Україна», голова профкому                                                        |